# UDP (protokol)
 (енгл. User Datagram Protocol) je једноставан протокол који обезбеђује основне функције транспортног слоја OSI модела. Дефинисао га је Дејвид Патрик Рид 1980. године, описан је у РФЦ документу под бројем 768.

## Услуге са конекцијом и без ње
Програми на крајњим системима користе услуге Интернета за међусобно слање порука, а саставни делови Интернета обезбеђују средстава за њихов транспорт. TCP/IP мрежа обезбеђује две врсте услуга апликацијама крајњих система, а то су: 
- услуге са конекцијом и
- услуге без конекције.

### Услуга без конекције
Код услуге без конекције не постоји процедура синхронизације, када једна страна апликација жели да пошаље пакет другој страни програм за слање пакета то и учини. Будући да нема процедуре синхронизације, добија се на брзини, али се губи на поузданости, нема контроле тока ни загушења.
Интернетска услуга без конекције.

## Карактеристике
се користи за размену пакета порука („датаграма“) између рачунара. За разлику од протокола TCP, овај протокол не подразумева сталну везу него се пакети „бацају“ одредишном рачунару, без одржавања везе и провере грешака. На тај начин, овај протокол не гарантује испоруку пакета нити исти редослед испоруке пакета као при слању. Због ових особина UDP протокол је брз и користи се за апликације којима је важна брзина а приспеће пакета и одржавање редоследа није од велике важности, користи га велики број апликација, нарочито мултимедијалне апликације попут интернет телефоније и видео конференције. Користе га протоколи , , , сервери за рачунарске игре итд.